# Cesone Duilio
Cesone Duilio (Roma, ... – ...; fl. IV secolo a.C.) è stato un politico romano.

## Biografia
Duilio fu eletto console nel 336 a.C. assieme a Lucio Papirio Crasso. Assieme mossero guerra contro gli Ausoni ed i Sidicini.
Due anni dopo fu nominato, con un senatoconsulto, triumviro assieme a Tito Quinzio e Marco Fabio, per dedurre una colonia di 2500 uomini nella città di Cales, che era stata conquistata l'anno prima, da Marco Valerio Corvo che aveva continuato la guerra iniziata da Duilio e Papirio Crasso. 